# The One (Toronto)
Pour les articles homonymes, voir The One.
The One est un gratte-ciel de 328,4 mètres en construction à Toronto au Canada. Son achèvement est prévu pour 2024. Il deviendra alors le plus haut gratte-ciel du pays.
Situé dans le quartier Yorkville de Toronto, à l'intersection de Yonge et Bloor, The One se trouve en face de l'immeuble en copropriété One Bloor, d'une hauteur de 257 mètres. Il est également situé à côté de Two Bloor West, un gratte-ciel achevé en 1972. Le site de The One a fait l'objet d'un assemblage de terrains comprenant des propriétés situées au 768 de la rue Yonge, en plus de celles situées aux 1 et 11 de la Bloor Street West,.
Le promoteur Sam Mizrahi acquiert le terrain en octobre 2014 pour 300 millions de dollars canadiens. Mizrahi reçoit l'approbation de la ville pour commencer la construction le 12 septembre 2016. Le coût total du projet s'élèverait à 1 milliard de dollars.

## Historique

### Acquisition de la propriété
Le site de construction de The One, One Bloor West, a abrité pendant 114 ans la mercerie Stollerys,. D'autres promoteurs étaient intéressés par l'achat et le développement de ce site, mais c'est Mizrahi qui est choisi par Ed Whaley, le dirigeant de Stollerys, après que les deux hommes se soient rencontrés et aient développé une amitié autour de valeurs communes. Whaley qualifie Mizrahi de « gentleman » et de quelqu'un qui « construit un bâtiment de qualité ». Après l'achat par Mizrahi des propriétés pour The One, ce dernier fournit une promesse écrite à Whaley qu'un monument serait construit sur le site de The One à partir des pierres de Stollerys.
Le 7 janvier 2015, Mizrahi demande un permis de démolition pour le bâtiment Stollerys. Six jours plus tard, la conseillère municipale Kristyn Wong-Tam présente une motion au conseil communautaire de Toronto et d'East York visant à désigner le bâtiment comme site patrimonial. Cependant, Mizrahi obtient le permis de démolition le 16 janvier et commence à démolir le bâtiment le week-end, à partir du samedi 17 janvier afin d'empêcher le classement de la propriété. Ces actions suscitent la colère de nombreux groupes de défense du patrimoine et des appels à la mise en place de nouvelles procédures en matière de patrimoine et de démolition dans la ville de Toronto,.

### Construction
En juin 2016, l'équipe de planification de la ville de Toronto rend un rapport positif incluant un certain nombre de recommandations en faveur de la communauté, qui conclut que les plans de The One sont conformes aux politiques et directives de planification de la ville de Toronto. Le 18 avril 2017, le projet est approuvé par la Commission des affaires municipales de l'Ontario (CAMO). Avec l'approbation de la CAMO et du conseil municipal de Toronto, la pré-construction ainsi que la prévente des unités de The One commencent. Au printemps 2017, plus de 3 000 personnes s'étaient préinscrites pour les 416 appartements.
En août 2017, The One obtient une nouvelle série de prêts remplaçant la dette existante, Firm Capital Corp. prêtant 135 millions de dollars canadiens comme première hypothèque sur The One. En novembre 2017, le centre de présentation de The One ouvre ses portes pour la première fois aux personnes qui s'étaient préinscrites.
Le 23 août 2017, la construction de The One commence officiellement. L'excavation est presque terminée en octobre 2018,. Un mois plus tard, une grue spéciale, la Link-Belt TG2300B, est amenée sur le site pour commencer la construction de la tour. La création de 32 méga-caissons, qui serviront à soutenir la tour, est achevée en avril 2019. Le 1er mai 2019, il est annoncé que The One comprendrait un hôtel Andaz de 160 chambres, dont l'ouverture était prévu à l'origine pour 2022.
En septembre 2019, The One obtient un nouveau cycle de financement: le fond coréen IGIS Asset Management Co. Ltd. prête 560 millions de dollars canadiens au projet. En octobre 2019, une maquette est installée pour illustrer physiquement l'aluminium brossé et le revêtement de vitrage de The One.
En décembre 2019, la construction du bâtiment est arrêtée, la ville de Toronto ayant émis un « ordre d'arrêt des travaux » sur le site. Le 31 août 2020, la ville de Toronto délivre au bâtiment un permis conditionnel de construction au-dessus du niveau du sol, ce qui permet de relancer les travaux,. Le travail sur le deuxième étage et la structure du podium commence en décembre 2020 avec la pose des coffrages de plancher et l'assemblage des barres d'armature. En janvier 2021, Mizrahi Developments demande une augmentation de la hauteur de The One qui en ferait la plus haute tour actuellement prévue au Canada avec 94 étages pour une hauteur finale de 338,3 mètres. La demande restait sans réponse en mars 2023.

## Caractéristiques
Mizrahi engage l'agence londonienne Foster + Partners comme architecte concepteur, et Core Architects comme architecte local. L'ingénieur structurel du projet est RJC Engineers. Le bâtiment d'origine comprend une structure avec un exosquelette. La conception du bâtiment est revue sur la base des recommandations de l'entreprise de conseil en ingénierie Rowan Williams Davies & Irwin Inc. (RWDI) et d'essais en soufflerie. La conception finale ne comporte plus d'exosquelette, mais conserve des suspensions diagonales qui maintiennent une apparence triangulée.

### Commerces et hôtel
Les 18 premiers étages de The One devraient comprendre des restaurants, des espaces événementiels, deux grands distributeurs et un hôtel de luxe Andaz, une filiale du groupe Hyatt,. L'hôtel de 160 chambres occupera les quatrième à seizième étages du bâtiment, avec le hall d'entrée au quatrième étage et une terrasse de piscine extérieure au sixième étage.
Le nouveau magasin Apple Store de Toronto, qui remplacera le magasin actuel d'Apple au Centre Eaton, devait remplacer Stollerys en tant que locataire du podium,. En mars 2022, Apple intente une action en justice pour résilier son contrat de bail avec Mizrahi Developments et réclame 6,9 millions de dollars de dommages-intérêts pour retard ; Mizrahi a répliqué en affirmant qu'Apple ne pouvait pas se retirer du projet car les délais avaient été respectés et que les retards étaient dus à des facteurs indépendants de la volonté du promoteur, tels que la grève des plombiers et des tuyauteurs à l'échelle de la province en 2019 et le COVID-19. Le concepteur de The One, Foster + Partners, a également conçu les magasins Apple de Chicago, Miami, Hong Kong et Macao. Le magasin devrait présenter un plafond voûté de trois étages avec une mezzanine en porte-à-faux au-dessus du rez-de-chaussée, une construction compliquée par les exigences d'Apple qui souhaite qu'il n'y ait pas de colonnes intérieures et qu'il soit bordé de panneaux de verre de trois étages. Fabriqué à Gersthofen, en Allemagne, chaque panneau de verre mesure plus de 2,3 mètres de large, 11,5 mètres de haut et 10,9 centimètres d'épaisseur, avec huit feuilles de verre laminé,,.

### Résidences
Au-dessus des commerces, la partie résidentielle de la tour comptera un total de 416 appartements, dont quatre penthouses. Le bâtiment comprendra quatre étages de parking souterrains et sera relié à la station Bloor-Yonge et aux bâtiments voisins par un système de passerelles souterraines, similaires (mais distinctes) au système PATH de la ville.